# Chiesa di Santa Margherita (Stabio)
La chiesa di Santa Margherita (detta anche Santa Maria in Campo), è un edificio religioso che fonde gli elementi dell'architettura romanica e di quella barocca e che si trova nel territorio del comune svizzero di Stabio, al confine con quello italiano di Bizzarone.

## Storia
L'edificio fu realizzato in stile romanico entro il 1437, quando fu menzionato per la prima volta. Nel 1611 furono apportate alcune modifiche, testimoniate dalla data segnalata nell'intonaco della parete sinistra. Intorno al 1665 la doppia abside tardomedievale fu sostituita con un'abside semicircolare senza finestre. Nel XVII secolo la facciata a capanna fu decorata con un affresco che raffigura Santa Margherita con la palma, la croce e il drago ai piedi. Gli affreschi ai fianchi di quest'ultimo, contornati da riquadri e raffiguranti figure dei Santi Marco e Gottardo mal conservate, risalgono invece al secolo successivo, all'interno affreschi dell'Annunciazione, ancora di Santa Margherita e di Sant'Abbondio.